# Uskrsnuće (Klović)
Uskrsnuće	je renesansno djelo Julija Klovića, hrvatskog slikara i minijaturista, iz 1568. godine. Djelo je nacrtano perom i laviranim smeđim tušem, na dimenzijama 142 x 108 mm. Danas se čuva u fondu Grafičke zbirke Nacionalne sveučilišne knjižnice u Zagrebu.
Iznad groba se nalazi lik Krista s uzdignutim rukama, a dolje u prvom planu, sa svake strane rimski vojnik. Ispod crteža se nalazi tekst ispisan smeđom tintom: "Iulio Clouio peintre in magniature originarie D'Esclavonie Eleve.". Ovo djelo ima veliku sličnost s bakrorezom Uskrsnuća kojega je u Rimu oko 1569. izradio Cornelis Cort.

## Poveznice
- Julije Klović